# A570高速公路
A570高速公路是法国的一条高速公路，始于La Garde，终于Hyères，与A57高速公路相连。A570位于普罗旺斯 - 阿尔卑斯 - 蔚蓝海岸地区，呈东西走向。该高速还与98号国道相接。